# Vicent Benito Botella
Vicent Benito Botella (Alginet 1954), és un pintor valencià. Pertany al moviment pictòric de l'impressionisme i utilitza sobretot la pintura a l'oli. També s'ha publicat alguna obra a carbó.
Pertany al grup de pintors que Adolfo de Azcárraga denominà miniescola d'Alginet, com Antonio Alegre Cremades, deixebles de José Espert Climent. Va guanyar el primer premi de pintura a la ciutat de Torrent l'any 2009.
Exposa les seves obres des dels 16 anys per tota la geografia espanyola, París i altres ciutats franceses. Pinta sempre al natural, menyspreant tot calc fotogràfic i així aconsegueix mostrar la naturalesa en constant transformació.
La darrera exposició col·lectiva on s'ha pogut gaudir de la seua obra l'any 2011 portava per títol Pintors valencians dels segles XIX - XX-al Museu Municipal d'Alzira (MUMA)-, pintors de l'època considerada com el Nou segle d'or de la pintura valenciana.

## Obres

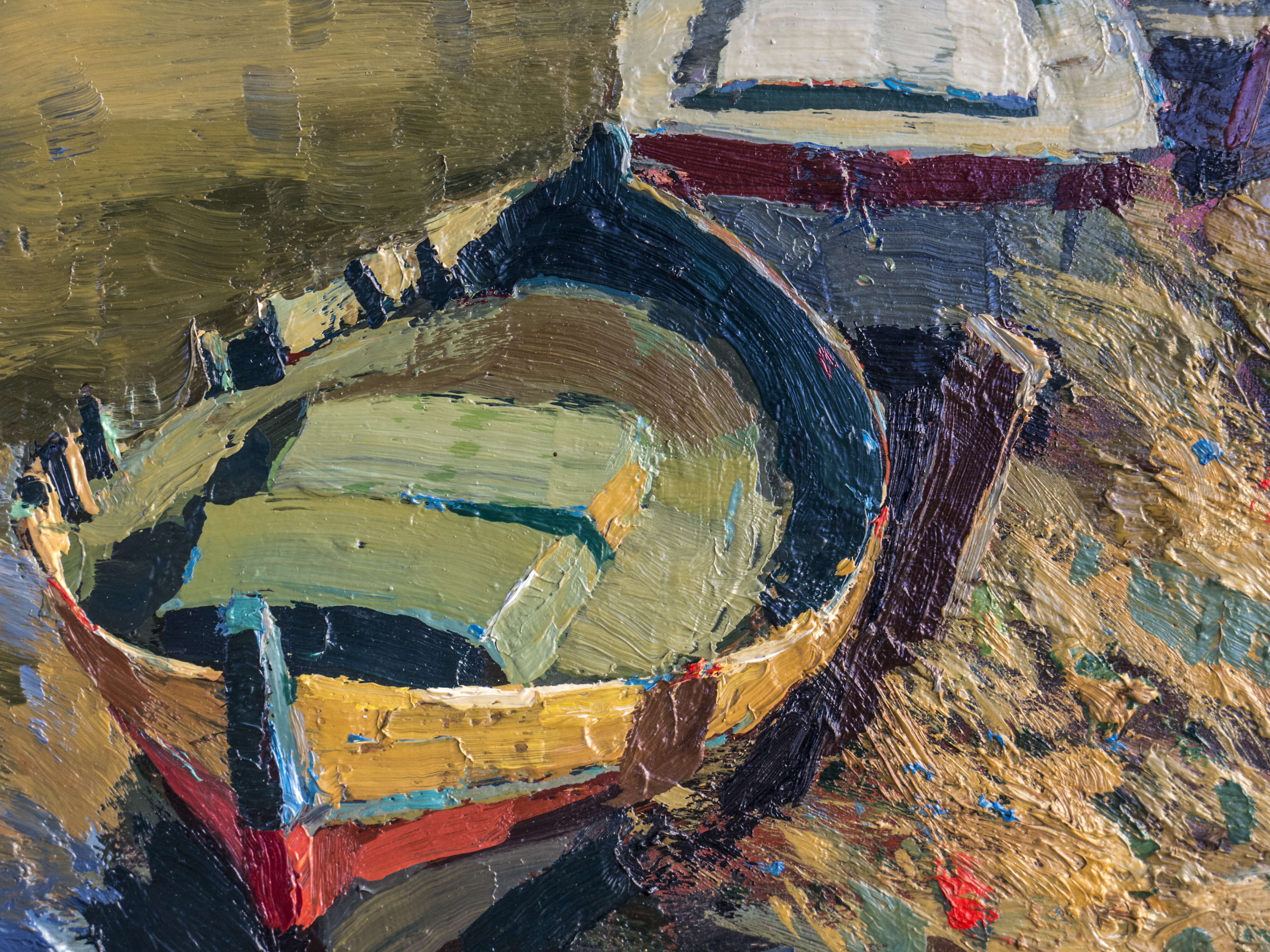
El port de Silla (detall)
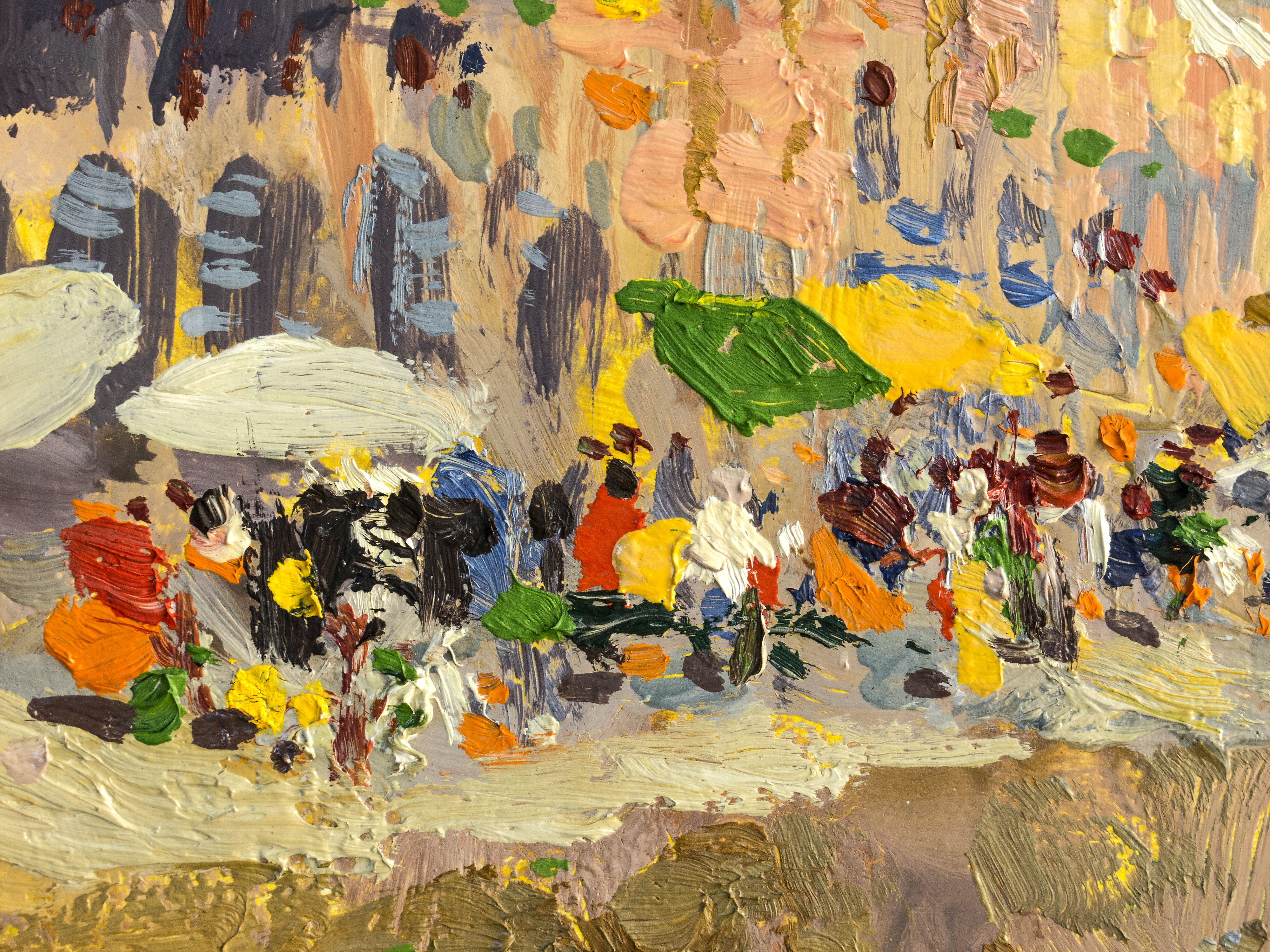
Honfleur (detall)
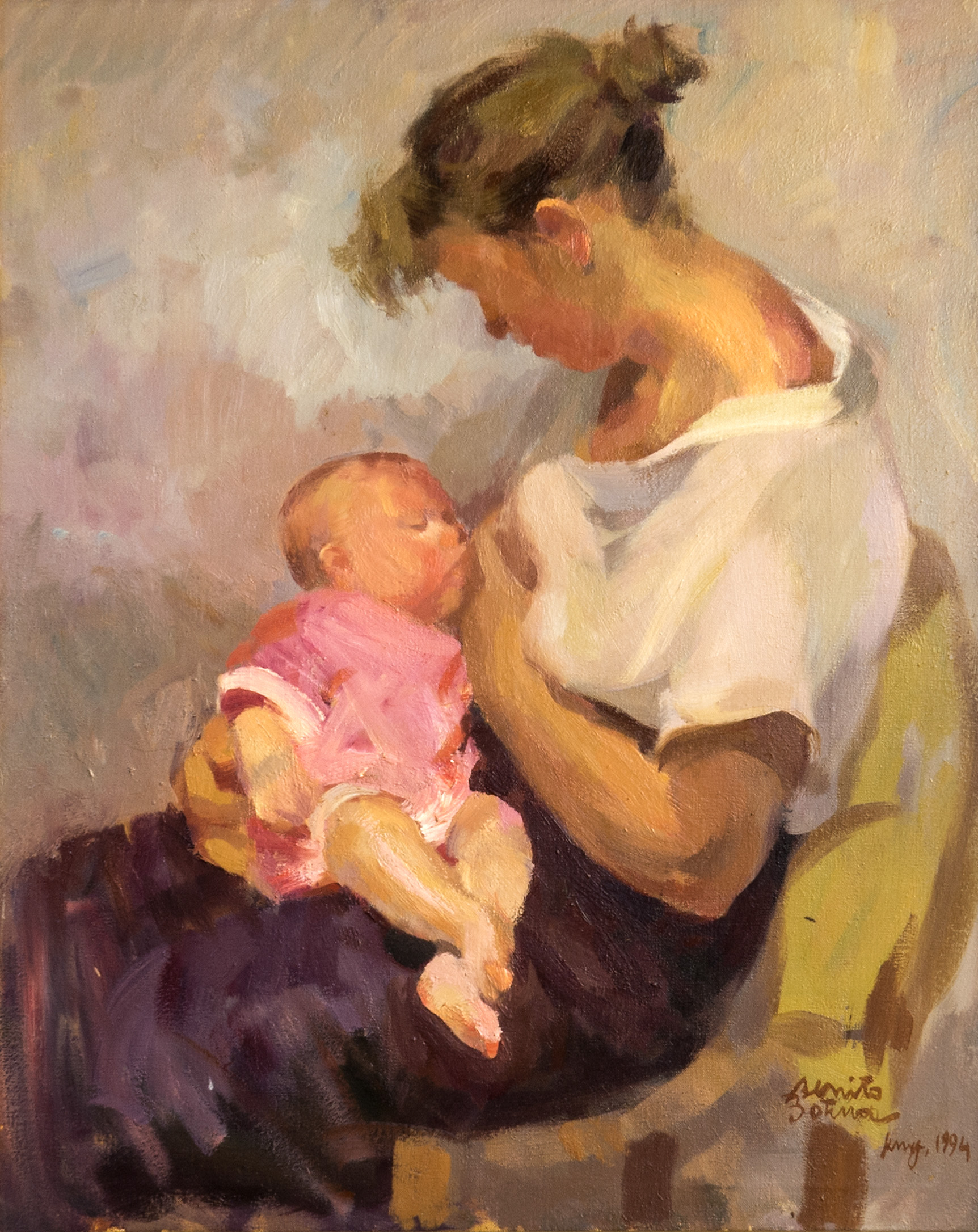
Maternitat
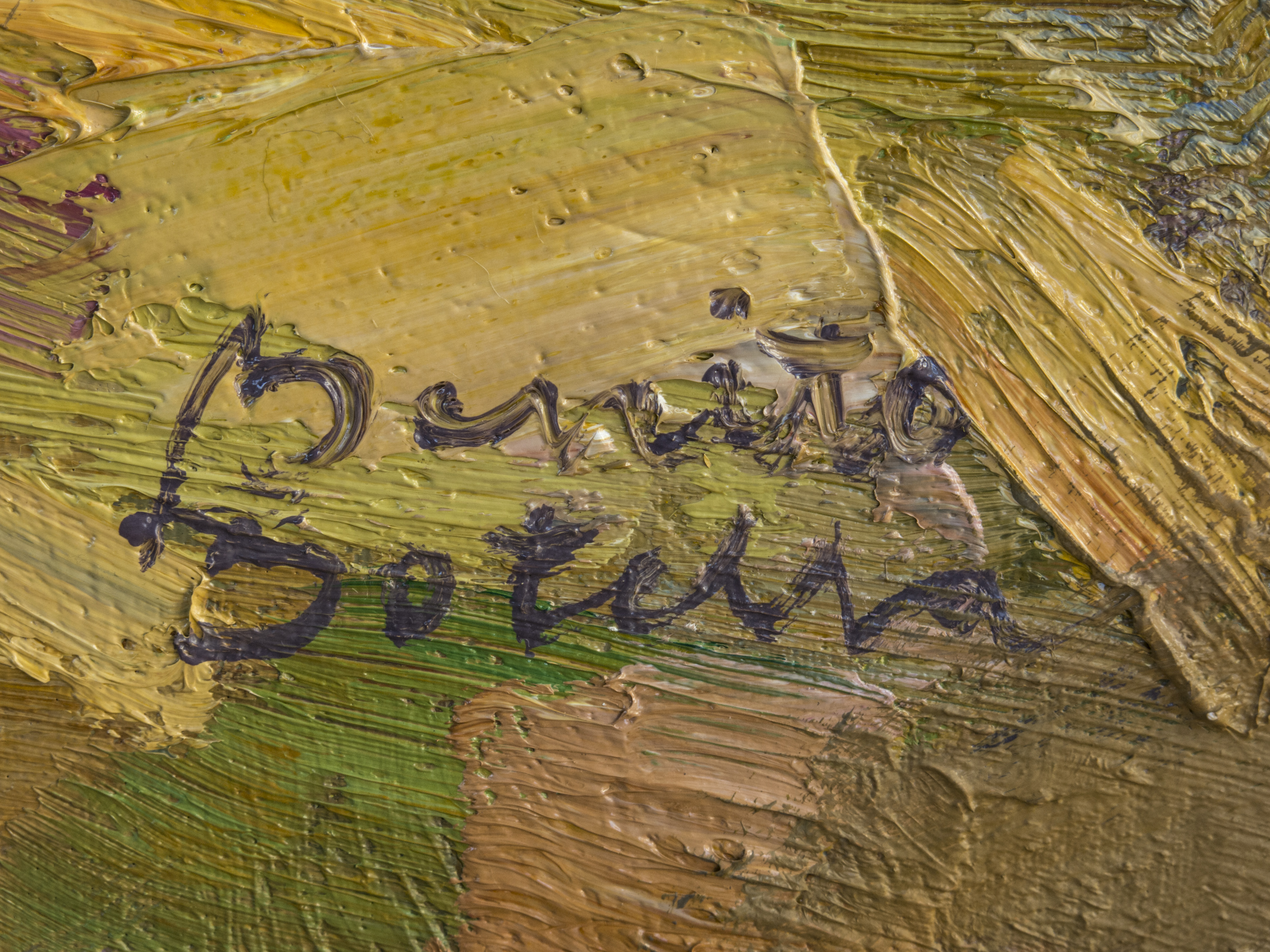
Almendros a contraluz, signatura
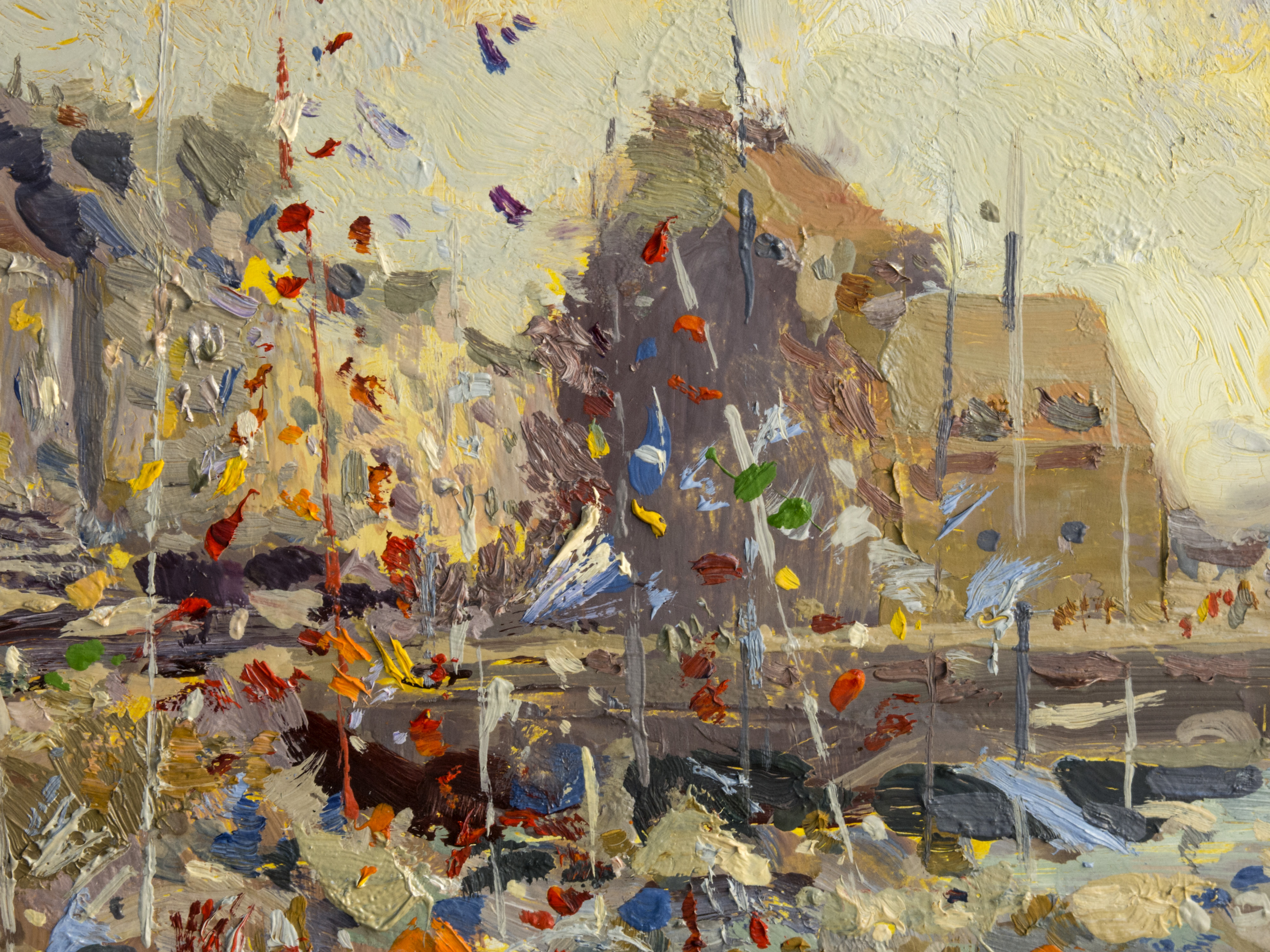
Honfleur (detall)